# إينيس ماحموتوفيتش
إينيس ماحموتوفيتش (بالفرنسية: Enes Mahmutovic) (22 مايو 1997 ببيخا في كوسوفو - ) هو لاعب كرة قدم لوكسمبورغي في مركز الدفاع. لعب مع نادي ميدلزبره.

## مسيرته الكروية
لعب إينيس ماحموتوفيتش خلال مسيرته الاحترافية مع 4 أندية في سبعة مواسم ولم يسجل خلالها أي هدف ضمن 43 مباراة. ولم يفز بأي موسم بالكأس وفاز في موسم واحد بالدوري.
خاض إينيس ماحموتوفيتش مسيرته مع نادي فولا إيش في موسم 2014–15 واستمر معه طيلة ثلاثة مواسم، مشاركًا في 25 مباراة ولم يسجل أي هدف. ثم انتقل إلى نادي ميدلزبره في موسم 2017–18 ولمدة موسمين، حيث لم يشارك في أي مباراة ولم يسجل أي هدف أيضًا. لينتقل بعدها إلى MVV Maastricht ‏ في موسم 2019–20 لمدة موسم واحد، مشاركًا في 14 مباراة ولم يسجل أي هدف أيضًا.

## وصلات خارجية
- إينيس ماحموتوفيتش على موقع الاتحاد الدولي (مؤرشف)  (الإنجليزية)
- إينيس ماحموتوفيتش على موقع الاتحاد الأوربي (الإنجليزية)
- إينيس ماحموتوفيتش على موقع قاعدة بيانات كرة القدم.إي يو (الإنجليزية)
- إينيس ماحموتوفيتش على موقع ناشيونال فوتبول تيمز (الإنجليزية)
- إينيس ماحموتوفيتش على موقع Soccerbase.com (لاعب) (الإنجليزية)
- إينيس ماحموتوفيتش على موقع Soccerway.com (الإنجليزية)
- إينيس ماحموتوفيتش على موقع عالم كرة القدم.نت (الإنجليزية)